# 穆勒冰架
67°15′S 66°52′W / 67.250°S 66.867°W
穆勒冰架是南極洲的冰架，位於葛拉漢地的盧貝海岸，處於阿羅史密斯半島的拉勒曼德港西南部，東北面是胡克角，以瑞士冰川學家命名。